# Krystyna Giżowska
Krystyna Giżowska (ur. 19 listopada 1954 w Wałbrzychu) – polska piosenkarka.

## Życiorys
Zadebiutowała w 1968 jako solistka w Zespole Pieśni i Tańca Transportowiec w Koszalinie. W tym samym roku została finalistką popularnego wówczas konkursu Giełda Piosenki, podczas którego poznała Ryszarda Balickiego oraz Ryszarda Poznakowskiego i nawiązała współpracę z ich big-bandem oraz zajęła drugie miejsce na 2. Festiwalu Piosenki Żołnierskiej w Kołobrzegu.
Absolwentka Technikum Ekonomicznego.
W 1969 po otrzymaniu honorowej nagrody od publiczności na Festiwalu Piosenki Żołnierskiej w Kołobrzegu związała się z wojskowymi zespołami – Flotyllą i Radarem. Tam, pod kierunkiem m.in. Danuty Baduszkowej i Jacka Korczakowskiego, nauczyła się dykcji, solfeżu, emisji głosu i ruchu scenicznego.
Profesjonalną karierę zaczęła w latach 70., występując w zespołach wojskowych jako solistka. Samodzielną drogę na estradzie rozpoczęła w 1976 na Międzynarodowym Festiwalu Piosenki w Soczi. Mimo skromnego (acz własnego) repertuaru zdobyła drugą nagrodę dzięki wypracowanej technice śpiewania i obyciu estradowemu. Nabyte umiejętności przyniosły jej też kolejne sukcesy: drugą nagrodę na Coupe d’Europe w Austrii w 1977; pierwszą nagrodę za interpretację piosenki do muzyki Chopina na Festiwalu Przebojów w NRD w 1978; trzecią nagrodę i nagrodę publiczności na Festiwalu Piosenki w Dreźnie w 1979; Grand Prix na Festiwalu Krajów Nadbałtyckich w Szwecji w 1981 oraz Grand Prix na Międzynarodowym Festiwalu Piosenki w Sopocie w 1984.
W styczniu 2020 zaśpiewała największe przeboje podczas galowego koncertu w Teatrze Variete w Krakowie.
Mieszka w Łodzi. W 2023 została uhonorowana Odznaką Za Zasługi dla Miasta Łodzi.

## Dyskografia
Albumy studyjne:
- 1980 – Jestem jak inne
- 1985 – Nie było ciebie tyle lat
- 1987 – Przeżyłam z tobą tyle lat
- 1993 – Jesienne róże
- 1994 – Najpiękniejsze kolędy
- 1998 – Najpiękniejsze kolędy (2)
- 1999 – Kosmiczna deskorolka
- 1999 – To jest zabawa